# Досье
Досье́ (фр. dossier < лат. dorsum (с лат. — «спина», откуда также рус. дорзальный)) — совокупность документов и материалов, относящихся к какому-либо конкретному делу или вопросу, а также папка с этими материалами.
В основном досье делается на персоны или компании/организации (объекты анализа), которая показывает краткую биографию, основные события и связи объектов анализа.
Перед тем как составить досье на объект анализа, аналитик выбирает чёткий путь — выбирает тему. То есть смотрит, для чего понадобится данное досье. В конце досье на основе найденной информации на объект анализа аналитик делает выводы, в которых указывается, как данный объект добился или не добился того или иного результата.
Досье используется для получения информации об объекте. Основная мысль досье — показать его заказчику, что представляет собой интересующий объект, как с ним общаться, что можно ожидать от объекта и прочее. Хорошо составленное досье помогает его заказчику узнать о всех слабых и сильных сторонах объекта.